# Точка повороту головної послідовності

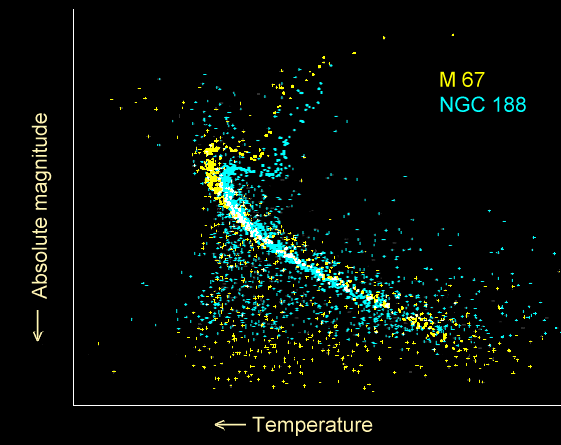
Діаграма Герцшпрунга — Рассела для двох розсіяних скупчень M67 і NGC 188 показує різницю у положенні точки повороту залежно від віку скупчення. У старішого скупчення NGC 188 точка повороту розташована нижче.

Точка повороту головної послідовності — точка на діаграма Герцшпрунга — Рассела кулястого або розсіяного скупчення, в якій розташована найблакитніша (найгарячіша, наймасивніша) зоря  головної послідовності цього скупчення. Зорі, що лежать нижче цієї точки, все ще спалюють водень у своїх ядрах і тому лежать на головній послідовності. Зорі більшої маси еволюціонують швидше, вони вже вичерпали запаси водню в своїх ядрах і зійшли з головної послідовності у бік холодніших субгігантів і гігантів. Із плином часу все легші зорі вичерпують водень в ядрі, і точка повороту зсувається все нижче. Оскільки скупчення складаються із зір одного віку, положення точки повороту дозволяє визначити вік скупчення. У змішаних зоряних популяціях із неперервним зореутворенням (таких, як диск Галактики в околицях Сонця) точка повороту не спостерігається.